# Tênis de mesa nos Jogos Olímpicos de Verão de 2008 - Equipes femininas
O torneio por equipes feminino do tênis de mesa nos Jogos Olímpicos de Verão de 2008 ocorreu entre 13 e 17 de agosto no Ginásio da Universidade de Pequim. As dezesseis equipes classificadas para os jogos dividiram-se em quatro grupos de quatro equipes cada. As campeãs de cada grupo avançam as semifinais e as equipes que finalizaram em segundo nos grupos seguem com chances de conquistar a medalha de bronze na repescagem.
Cada equipe é formada por três mesa-tenistas. O sistema de confrontos é melhor de cinco, sendo duas partidas de simpes e uma de duplas, e mais duas partidas de simples, se necessário.

## Medalhistas
|  | CHN China                     |  | SIN Singapura                     |  | KOR Coreia do Sul                      |
|  | Guo Yue Wang Nan Zhang Yining |  | Feng Tianwei Li Jiawei Wang Yuegu |  | Dang Ye-seo Kim Kyung-ah Park Mi-young |

## Equipes
| CHN China: - Guo Yue - Wang Nan - Zhang Yining CRO Croácia: - Andrea Bakula - Tamara Boroš - Sandra Paović AUT Áustria: - Veronika Heine - Li Qiangbing - Liu Jia DOM República Dominicana: - Lian Qian - Joenny Valdez - Wu Xue | SIN Singapura: - Feng Tianwei - Wang Yuegu - Li Jiawei USA Estados Unidos: - Gao Jun - Crystal Huang - Wang Chen NED Países Baixos: - Li Jiao - Li Jie - Elena Timina NGR Nigéria: - Bose Kaffo - Funke Oshonaike - Cecilia Otu Offiong | HKG Hong Kong: - Lau Sui Fei - Tie Ya Na - Lin Ling POL Polônia: - Li Qian - Natalia Partyka - Xu Jie GER Alemanha: - Zhengi Barthel - Elke Schall - Wu Jiaduo ROU Romênia: - Daniela Dodean - Iulia Necula - Elizabeta Samara | KOR Coreia do Sul: - Dang Ye-seo - Kim Kyung-ah - Park Mi-young ESP Espanha: - Galia Dvorak - Shen Yanfei - Zhu Fang JPN Japão: - Ai Fukuhara - Haruna Fukuoka - Sayaka Hirano AUS Austrália: - Jian Fang Lay - Miao Miao - Stephanie Sang |

## Fase de grupos

### Grupo A
| Equipe                   | Pts | J | V | D | PG | PP |
| ------------------------ | --- | - | - | - | -- | -- |
| CHN China                | 6   | 3 | 3 | 0 | 9  | 0  |
| AUT Áustria              | 5   | 3 | 2 | 1 | 6  | 3  |
| CRO Croácia              | 4   | 3 | 1 | 2 | 3  | 7  |
| DOM República Dominicana | 3   | 3 | 0 | 3 | 1  | 9  |

13 de agosto
| China CHN   | 3–0 | CRO Croácia              |
| Áustria AUT | 3–0 | DOM República Dominicana |
| China CHN   | 3–0 | DOM República Dominicana |
| Croácia CRO | 0–3 | AUT Áustria              |

14 de agosto
| China CHN   | 3–0 | AUT Áustria              |
| Croácia CRO | 3–1 | DOM República Dominicana |

### Grupo B
| Equipe             | Pts | J | V | D | PG | PP |
| ------------------ | --- | - | - | - | -- | -- |
| SIN Singapura      | 6   | 3 | 3 | 0 | 9  | 0  |
| USA Estados Unidos | 5   | 3 | 2 | 1 | 6  | 4  |
| NED Países Baixos  | 4   | 3 | 1 | 2 | 4  | 6  |
| NGR Nigéria        | 3   | 3 | 0 | 3 | 0  | 9  |

13 de agosto
| Singapura SIN     | 3–0 | USA Estados Unidos |
| Países Baixos NED | 3–0 | NGR Nigéria        |
| Singapura SIN     | 3–0 | NGR Nigéria        |
| Países Baixos NED | 1–3 | USA Estados Unidos |

14 de agosto
| Singapura SIN      | 3–0 | NED Países Baixos |
| Estados Unidos USA | 3–0 | NGR Nigéria       |

### Grupo C
| Equipe        | Pts | J | V | D | PG | PP |
| ------------- | --- | - | - | - | -- | -- |
| HKG Hong Kong | 6   | 3 | 3 | 0 | 9  | 0  |
| ROU Romênia   | 5   | 3 | 2 | 1 | 6  | 5  |
| POL Polônia   | 4   | 3 | 1 | 2 | 5  | 7  |
| GER Alemanha  | 3   | 3 | 0 | 3 | 1  | 9  |

13 de agosto
| Hong Kong HKG | 3–0 | POL Polônia |
| Alemanha GER  | 0–3 | ROU Romênia |

14 de agosto
| Hong Kong HKG | 3–0 | ROU Romênia  |
| Alemanha GER  | 1–3 | POL Polônia  |
| Hong Kong HKG | 3–0 | GER Alemanha |
| Polônia POL   | 2–3 | ROU Romênia  |

### Grupo D
| Equipe            | Pts | J | V | D | PG | PP |
| ----------------- | --- | - | - | - | -- | -- |
| KOR Coreia do Sul | 6   | 3 | 3 | 0 | 9  | 0  |
| JPN Japão         | 5   | 3 | 2 | 1 | 6  | 5  |
| ESP Espanha       | 4   | 3 | 1 | 2 | 5  | 6  |
| AUS Austrália     | 3   | 3 | 0 | 3 | 0  | 9  |

13 de agosto
| Coreia do Sul KOR | 3–0 | ESP Espanha   |
| Japão JPN         | 3–0 | AUS Austrália |

14 de agosto
| Coreia do Sul KOR | 3–0 | AUS Austrália |
| Japão JPN         | 3–2 | ESP Espanha   |
| Coreia do Sul KOR | 3–0 | JPN Japão     |
| Espanha ESP       | 3–0 | AUS Austrália |

## Fase final
|  | Semifinal | Semifinal         | Semifinal     | Semifinal | Semifinal | Semifinal | Semifinal     |           |   | Final | Final | Final | Final | Final | Final | Final |
|  |           |                   |               |           |           |           |               |           |   |       |       |       |       |       |       |       |
|  | 1         | CHN China         | 3             | 3         | 3         |           |               |           |   |       |       |       |       |       |       |       |
|  | 3         | HKG Hong Kong     | 0             | 0         | 0         |           |               |           |   |       |       |       |       |       |       |       |
|  | 3         | HKG Hong Kong     | 0             | 0         | 0         |           | 1             | CHN China | 3 | 3     | 3     |       |       |       |       |       |
|  |           |                   |               |           |           |           |               | CHN China | 3 | 3     | 3     |       |       |       |       |       |
|  |           | 2                 | SIN Singapura | 1         | 1         | 0         |               |           |   |       |       |       |       |       |       |       |
|  | 2         | 2                 | SIN Singapura | 1         | 1         | 0         | SIN Singapura | 3         | 2 | 3     | 0     | 3     |       |       |       |       |
|  | 2         |                   |               |           |           |           | SIN Singapura | 3         | 2 | 3     | 0     | 3     |       |       |       |       |
|  | 4         | KOR Coreia do Sul | 0             | 3         | 0         | 3         | 1             |           |   |       |       |       |       |       |       |       |

### Repescagem
|  | 1ª rodada | 1ª rodada          | 1ª rodada | 1ª rodada | 1ª rodada | 1ª rodada | 1ª rodada |  |  | 2ª rodada | 2ª rodada          | 2ª rodada | 2ª rodada | 2ª rodada | 2ª rodada | 2ª rodada |  |  | Disputa pelo bronze | Disputa pelo bronze | Disputa pelo bronze | Disputa pelo bronze | Disputa pelo bronze | Disputa pelo bronze | Disputa pelo bronze |
|  |           |                    |           |           |           |           |           |  |  |           |                    |           |           |           |           |           |  |  |                     |                     |                     |                     |                     |                     |                     |
|  |           |                    |           |           |           |           |           |  |  | 4         | KOR Coreia do Sul  | 3         | 3         | 3         |           |           |  |  |                     |                     |                     |                     |                     |                     |                     |
|  | 7         | USA Estados Unidos | 1         | 3         | 3         | 3         |           |  |  | 7         | USA Estados Unidos | 1         | 2         | 2         |           |           |  |  |                     |                     |                     |                     |                     |                     |                     |
|  | 12        | ROU Romênia        | 3         | 0         | 1         | 0         |           |  |  |           |                    |           |           |           |           |           |  |  | 4                   | KOR Coreia do Sul   | 3                   | 3                   | 3                   |                     |                     |
|  |           |                    |           |           |           |           |           |  |  |           |                    |           |           |           |           |           |  |  | 5                   | JPN Japão           | 1                   | 1                   | 0                   |                     |                     |
|  |           |                    |           |           |           |           |           |  |  | 3         | HKG Hong Kong      | 3         | 2         | 2         | 3         | 0         |  |  |                     |                     |                     |                     |                     |                     |                     |
|  | 9         | AUT Áustria        | 1         | 1         | 1         |           |           |  |  | 5         | JPN Japão          | 0         | 3         | 3         | 1         | 3         |  |  |                     |                     |                     |                     |                     |                     |                     |
|  | 5         | JPN Japão          | 3         | 3         | 3         |           |           |  |  |           |                    |           |           |           |           |           |  |  |                     |                     |                     |                     |                     |                     |                     |